# جشن‌های ایران باستان
جشن‌های ایران باستان به جشن‌های ایران در دوران ایران باستان اشاره دارد. جشن‌های بزرگ ایرانیان باستان عبارت بودند از: نوروز، مهرگان، جشن‌های آتش، گاهنبارها و جشن فروردگان که در هر یک از این جشن‌ها مراسم و جشن‌های وابسته‌ای نیز برگزار می‌شده است. هدف از برگزاری این همه جشن‌ها و گردهمایی‌ها نزدیکی افراد جامعه و هم‌خویی و دمسازی آنان و تمرکز نیرو و همبستگی و همکاری بوده است. مردم در این جشن‌ها شرکت می‌جستند و به وسیلهٔ تفریحات سالم و عیش و سرور و دست افشانی و آتش‌افروزی و پایکوبی روان افسرده را شادابی می‌بخشیدند و خستگی‌های فکری و جسمی را از تن و روان خویش می‌زدودند و خویشتن را برای کارهای سنگین روزهای پس از جشن آماده می‌کردند. از میان جشن‌های بسیار ایران باستان جشن نوروز از همه مهم‌تر بوده است و با تفصیل بیشتری برگزار می‌گشته است. نام‌های دوازده‌گانه ماه‌ها با دوازده نام از اسامی روزها، مشترک هستند. در مثل فروردین نخستین ماه سال و آغاز بهار است در حالی که روز نوزدهم هر ماه نیز فروردین نامیده می‌شود یا اردیبهشت دومین ماه و سومین روز ماه نیز به‌شمار می‌رفته است. بدین شیوه هرگاه نام روز و ماهی موافق می‌افتاد، آن روز را جشن می‌گرفتند و از این رهگذر دوازده جشن در سال که بهتر است آن‌ها را جشن‌های ماهانه بنامیم، پدید می‌آمد. جشن‌های شش‌گانهٔ گاهنبار اثر گرفته از شش روزی است که خداوند، عالم را آفرید و زرتشتیان در کتاب زند اوستا از زرتشت نقل می‌کنند که خداوند عالم را در شش گاهنبار آفرید. دو جشن بزرگ نوروز در ایران باستان و مهرگان از اهمیت بسیار برخوردار بوده است. ابوریحان بیرونی نوروز نامیدن این روز را از آن رو می‌داند که به قول وی پیشانی سال نو است. ار جملهٔ بزرگ‌ترین جشن‌های آتش در ایران باستان که تدوام داشته و تا به امروز ادامه دارد جشن سده است.  

## واژه‌شناسی
واژهٔ جشن پارسی گرفته شده از «یسن» (Yasna) اوستایی است، به معنی ستایش و پرستش. جشن با سکون حرف دوم در ایران به همان معنی عید است که زرتشتیان نیز به همین مفهوم و معنی آن را به‌کار می‌برند. واژهٔ جشن که امروزه به جای عید و ایام خوشی به کار می‌رود در قدیم برای نام بردن از مراسمی به کار می‌رفت که آیین‌های دینی را با سرور و شادمان همراه کنند، به عبارت دیگر، جشن یعنی ستایش و پرستش دینی همراه با سرور و شادمانی.

## فلسفهٔ بزرگداشت جشن‌ها
در فرهنگ ایران کهن، علت آفرینش آدمیان، رواج نیکی محض نه تنها در دنیای زمینی، بلکه در همهٔ کائنات است؛ بنابراین، انسان ایرانی، وظیفه‌ای بس سنگین بر عهده دارد و برای تأمین آرامش جهانی، بایستی پیوسته برضد قوای زشتی در تلاش و کوشش باشد. جهان ناپایدار کنونی، یک گذرگاه است و آدم از جهان آغازین بخاطر وظیفه‌ای که به وی محول گردیده بایستی از این گذرگاه بگذرد و به سوی جهان پایدار و ابدیت خویش برود. چون در این گذرگاه نیروهای اهریمنی کمین کرده‌اند، وظیفه او جنگ در مقابل سپاهیان اهریمنی است. هر انسان، سوارکاری پیکارگر است و ابزار او در این میدان کارزار پارسایی و شادمانی است. ایرانیان برای چیرگی بر قوای اهریمنی خود را به دو چیز نیازمند می‌دانستند، یکی از آندو، بدن و بازوانی نیرومند بود که گفته‌اند: 
| ز نیرو بود مرد را راستی |  | ز سستی کژی زاید و کاستی |

 و دیگری اراده‌ای قوی و روحی استوار و مقاوم با ایمان به شکست نهایی پلیدی‌ها و پیروزی قوای نیک. برای دست‌یابی به بخش دوم، یعنی روانی شاداب و سالم، وسایل چندی داشته‌اند که یکی از آن‌ها ترتیب‌دادن جشن‌های متعدد فصلی در طول سال بوده است که به مناسبت‌های گوناگون برپا می‌داشتند. مردم در این جشن‌ها شرکت می‌جستند و به وسیلهٔ تفریحات سالم و عیش و سرور و دست افشانی و آتش‌افروزی و پایکوبی روان افسرده را شادابی می‌بخشیدند و خستگی‌های فکری و جسمی را از تن و روان خویش می‌زدودند و خویشتن را برای کارهای سنگین روزهای پس از جشن آماده می‌کردند. از میان جشن‌های بسیار ایران باستان جشن نوروز از همه مهم‌تر بوده است و با تفصیل بیشتری برگزار می‌گشته است.

## گاه‌شماری در ایران باستان
در ایران باستان گاه‌شماری‌های گوناگونی رواج داشته است. در زمان ساسانیان دو نوع گاه‌شماری معمول بود.

نخست سال عرفی یا شمسی ناقصه یا سال سیار یا همان گاه‌شماری اوستایی نو بود که در این گاه‌شماری هر سال دوازده ماه دارد و هر ماه درست ۳۰ روز. این ۳۰ روز دارای ۳۰ نام مشخص و ویژه می‌باشد. نام‌ها از آن امشاسپندان و ایزدان است اما پنج روز باقی می‌ماند. این پنج روز پس از آخرین روز از ماه اسفند اضافه می‌شده که پنجه، پنجهٔ دزدیده، خمسهٔ مسترقه یا اندرگاه خوانده می‌شود و هر روزی را نامی ویژه است. این پنج نام از پنج بخش گات‌ها یا سرودهای زرتشت برگزیده شده است. همچنین دوازده ماه اوستایی نیز دارای دوازده نام است، منتخب از نام‌های امشاسپندان و ایزدان که با دوازده نام از ۳۰ اسم روزها، مشترک است. بر پایهٔ آن هر سال درست ۳۶۵ روز حساب می‌شد بدون حساب کردن یک چهارم روز در سال بنابراین نوروز در این نوع گاه‌شماری هر ۱۲۰ سال یک ماه جلو می‌رفت. دیگری سال ثابت یا گاه‌شماری بهیزکی بود که در آن کبیسه، هر ۱۲۰ سال گرفته و حساب می‌شد و نوروز و سال شمسی در هر دور ۱۲۰ سال در جای خود قرار گرفته و ثابت می‌ماند و هیچ‌گاه آغاز سال بیش از یک ماه جلو نمی‌افتاد یا چند روزی عقب نمی‌ماند و اغلب حتی الامکان می‌کوشیدند که آغاز سال را در محل نجومی خود نگاه دارند. اما حسن تقی‌زاده نظر دیگری در مورد زمان برپایی نوروز در دوران ساسانی دارد و نوشته است، در عهد ساسانیان نوروز، یعنی روز اول سال ایرانی و اول فروردین‌ماه چنان‌که در زمان ما معمول است، در آغاز بهار نبود بلکه مانند عید فطر و عید قربان در فصول سال می‌گشت، البته نه به آن سرعت که عیدهای عربی می‌گردند. در سال یازدهم هجرت که گاه‌شماری یزدگردی و هم‌زمان با جلوس یزدگرد سوم (۶۳۲–۶۵۱ میلادی)، آخرین پادشاه ساسانی، بر تخت پادشاهی است (۶۳۲ میلادی)، نوروز در ۱۶ حزیران رومی (ژوئن) یعنی نزدیک به اول تابستان بود. از آن تاریخ نوروز به تدریج هر چهارسال یک روز عقب‌تر ماند تا در سال ۴۶۷ هجری، در ۱۳ برج حوت یعنی ۱۷ روز مانده به آخر زمستان واقع شد که جلال‌الدین ملکشاه سلجوقی، ترتیب تقویم جدید جلالی را بنیان گذاشت و نوروز را در روز اول بهار ثابت نگاه داشت. از آن زمان تاکنون این جشن در اول فصل بهار برپا می‌شود.
این که چرا به جای کبیسهٔ چهار ساله و افزودن یک روز پس از ۱۲۰ سال با افزودن یک ماه کبیسه می‌گرفتند نزد ایرانیان توجیه دینی داشت. ابوریحان بیرونی می‌گوید که ایرانیان برای هر روز آیین‌های خاصی داشتند از جمله ذکر نام ایزدی که روز به نام اوست و پادشاهان ساسانی نیز برای هر روز یک نوع گل و شراب و نغمه داشتند و از این رو افزوده شدن بر تعداد روزها ترتیب را برهم می‌زد. برخی نویسندگان دلایل دیگری هم آورده‌اند از جمله اینکه چون ایرانیان برای روزها، سعد و نحس قائل بودند نمی‌خواستند با جابه‌جا شدن، روزهای سعد به روزهای نحس منتقل شوند و نوروز در اولین روز ماه نباشد.
اصلاحات خیام در سده چهارم هجری قمری موجب شد تا گاه‌شماری ایرانی به دقت مطابق با تقویم طبیعی گردد و نوروز و دیگر جشن‌های سالیانه در جای حقیقی خود تثبیت شوند.

## روزهای همنام با دوازده ماه و جشن‌های ماهانه
نام‌های دوازده‌گانه ماه‌ها با دوازده نام از اسامی روزها، مشترک هستند. در مثل فروردین نخستین ماه سال و آغاز بهار است در حالی که روز نوزدهم هر ماه نیز فروردین نامیده می‌شود یا اردیبهشت دومین ماه و سومین روز ماه نیز به‌شمار می‌رفته است. بدین شیوه هرگاه نام روز و ماهی موافق می‌افتاد، آن روز را جشن می‌گرفتند و از این رهگذر دوازده جشن در سال که بهتر است آن‌ها را جشن‌های ماهانه بنامیم، پدید می‌آمد. این جشن‌ها در جدول زیر نمایان است:
|    | نام ماه  | تاریخ روز و نام روز     | نام جشن         |
| ۱  | فروردین  | روز نوزدهم، روز فروردین | جشن فروردینگان  |
| ۲  | اردیبهشت | روز سوم، روز اردیبهشت   | جشن اردیبهشتگان |
| ۳  | خرداد    | روز ششم، روز خرداد      | جشن خردادگان    |
| ۴  | تیر      | روز سیزدهم، روز تیر     | جشن تیرگان      |
| ۵  | امرداد   | روز هفتم، روز امرداد    | جشن امردادگان   |
| ۶  | شهریور   | روز چهارم، روز شهریور   | جشن شهریورگان   |
| ۷  | مهر      | روز شانزدهم، روز مهر    | جشن مهرگان      |
| ۸  | آبان     | روز دهم، روز آبان       | جشن آبانگان     |
| ۹  | آذر      | روز نهم، روز آذر        | جشن آذرگان      |
| ۱۰ | دی       | روز یکم، روز هرمزد      | جشن خرم روز     |
| ۱۱ | بهمن     | روز دوم، روز بهمن       | جشن بهمنگان     |
| ۱۲ | سپندارمذ | روز پنجم، روز سپندارمذ  | جشن سپندارمذگان |

این‌ها جشن‌های دوازده‌گانهٔ سال می‌باشد که در روزگار ساسانیان پیش از آن با آداب و تشریفاتی فراوان برگزار می‌شد.

### جشن اردیبهشتگان
اردیبهشتگان یا گلستان‌جشن از جملهٔ جشن‌های آتش است. روز سوم از هر ماه به نام اردیبهشت می‌باشد و سوم ماه اردیبهشت جشن اردیبهشت‌گان برگزار می‌شد. خلف تبریزی آورده که در این روز نیک است به معبد و آتشکده رفتن و از پادشاهان حاجت خود خواستن و به جنگ و کارزار شدن.

### جشن خردادگان
در روز ششم از ماه خرداد به مناسبت برخورد نام ماه و روز مطابق معمول جشنی برگزار می‌شده موسوم به خردادگان که کوشیار گیلانی آن را عبدالبقر ضبط کرده است.

### جشن تیرگان
روز سیزدهم تیر ماه که به نام تیر یا تِشتَر از ایزدان مهم ایران باستان نام‌گذاری شده یکی از مهم‌ترین جشن‌های ایرانیان واقع است. این جشن موسوم به تیرگان به گفتهٔ اغلب منابع تاریخی در بزرگداشت واقعهٔ تیراندازی آرش کمانگیر است. ابوریحان بیرونی از دو تیرگان کوچک و بزرگ یاد می‌کند که اولی در روز سیزدهم و دومی در روز چهاردهم واقع بود و دربارهٔ علت آن نوشته است، تیرگان کوچک زمان پرتاب تیر و تیرگان بزرگ هنگامی است که خبر آوردند تیر به کجا افتاده است. باز در منابع آمده است که ایرانیان در این روز به شست‌وشوی تن می‌پرداختند. ظاهراً این جشن در ایران و برخی کشورهای همسایه با شکوه بسیار و در دامان طبیعت برگزار می‌شده است.

### جشن شهریورگان یا آذرجشن
شهریور امشاسپند ایزد نماد شهریاری آرمانی و نیز نگاهبان فلزات است که ششمین ماه سال و چهارمین روز ماه را به نامش نام‌گذاری کرده‌اند. بدین ترتیب در ایران باستان در روز چهارم شهریور ماه جشن موسوم به شهریورگان برگزار می‌شد. این جشن آذرجشن هم نامیده شده و جزء جشن‌های آتش است. مردم در خانه آتش می‌افروختند و پس از ستایش و نیایش برای صرف خوراکی گرد هم می‌آمدند.

### جشن امردادگان
روز هفتم هر ماه امرداد نام دارد و مطابق معمول روز هفتم از ماه امرداد جشن امردادگان برگزار می‌شد که در دوران باستان و عصر ساسانی و پس از آن مراسم و آدابی در دشت و فضای باز انجام می‌شد. ابوریحان گوید «… مرداد ماه که روز هفتم آن مرداد روز است و آن روز را به انگیزهٔ پیش آمدن دو نام با هم، جشن می‌گرفتند. معنای امرداد آن است که مرگ و نیستی نداشته باشد. امرداد فرشته‌ای است که به نگهداری جهان و آراستن غذاها و داروها که اصل آن از نباتات است و بر کنار کردن گرسنگی و زیان و بیماری‌ها می‌باشد، موکل است…»

### جشن مهرگان
سال ایرانیان باستان، به صورتی که آن را در سنگ نوشته‌های داریوش بزرگ در بیستون می‌یابیم، در پاییز آغاز می‌شد و جشن بسیار معروف مهرگان (بگیاد) ایرانیان باستان، در اصل جشن اول سال ایرانیان بوده است. در اواخر فرمانروایی داریوش بزرگ، سال اوستایی نو، سال دینی زرتشتی گشت و روز اول سال به اول فروردین، عید نوروز منتقل شد. به همین جهت بسیاری از مراسم ملی مذهبی نوروز و مهرگان همانندی و یکسانی دارند. یکی از بارزترین مراسم نوروز و مهرگان بارعام شاهان بود.

### جشن آبانگان
نزد ایرانیان باستان پس از آتش دومین عنصر مقدس آب بود که دربارهٔ احترام به آن و ضرورت پاکیزه نگاه داشتن این عنصر زندگی بخش تأکیدهای فراوان شده است. بر اساس همین اهمیت هشتمین ماه سال و دهمین روز ماه به پاس احترام به این عنصر و ایزد موکل بر آن نام‌گذاری شده است. آبانگان جشنی بوده است که ظاهراً به صورت همگانی و با حضور در کنار آب‌ها و پرداختن به جشن و شادی و خوردن و نوشیدن و نیز خواندن نیایش‌های مربوط به ایزدان آب‌ها برگزار می‌شده است. در ایران امروز اثری از برگزاری این جشن دیده نمی‌شود ولی پارسیان هند هنوز با پوشیدن لباس سفید و حضور در کنار آب‌های طبیعت این روز را گرامی می‌دارند. برخی گاه‌شمارها تاریخ این جشن را ۴ آبان ماه ذکر کرده‌اند.

### جشن آذرگان
نهمین روز ماه آذر به سبب توافق دو نام طبق رسم جشن گرفته می‌شد. این جشن موسوم به آذرگان نیز از زمرهٔ جشن‌های آتش شمرده می‌شود و به همین دلیل بیرونی گفته است زرتشت به پیروان خود فرمود که در این روز به زیارت آتشکده‌ها بروند و قربانی کنند و در امور عالم به مشاوره بپردازند امروزه این جشن که در تقویم کنونی در سوم آذرماه واقع‌است، همانند بسیاری از جشن‌های دیگر جنبهٔ ملی خود را از دست داده و تنها زرتشتیان هنوز با رفتن به آتشکده و خواندن نیایش آن را گرامی می‌دارند.

### خرم‌روز
خرم‌روز روز اول از ماه دی است و به مناسبت برخورد نام روز با نام ماه که نام خداوند نیز بود، در ایران باستان جشن گرفته می‌شد. روزی بزرگ بود مشحون از آداب و مراسم دینی و غیر دینی. زرتشتیان به ویژه پارسیان این روز را بسیار محترم شمرده و آن را دی‌دادارجشن می‌نامند. ابوریحان بیرونی می‌گوید دی ماه را خورماه نیز می‌گویند و روز اول ماه را خره روز یا خوره روز نامند.
پیروان آیین مهر روز اول دی را روز تولد خورشید می‌دانستند چون از این روز به تدریج خورشید بیشتر در آسمان می‌پاید و شب‌ها کوتاه‌تر و روزها بلندتر می‌شود. ایرانیان سال را در دوره‌ای از ادوار تاریخی خود از آغاز زمستان و ماه دی یا روز خورشید و ماه خداوند آغاز می‌کردند و در واقع نوروزشان بود.

### جشن بهمن‌گان یا بهمنجنه
جشن بهمنگان یا بهمنجه روز دوم ماه بهمن که مصادف بود با روز بهمن برگزار می‌شد. بهمن نام نخستین امشاسپند دین زرتشتی است و در اوستا مرکب است از دو جزء وهو به معنی خوب و نیک و منه از ریشهٔ من به معنی منش پس وهومن که در فارسی جدید بهمن شده به معنی نیک‌منشی است. پختن نوعی آش موسوم به دیگ بهمنجه بسیار رایج و معمول بوده است. در هر خوراکی از گیاه بهمن سرخ و بهمن سفید استفاده می‌کردند. این گیاه دارای خواص دارویی است و در روزگار باستان ایرانیان معتقد بودند که خوردن آن به حافظه بسیار کمک می‌کند. یکی از رسوم نیک این روز آن بود که طی تشریفاتی به کوه و دشت رفته و گیاهان ویژه‌ای را که خواص دارویی داشت می‌کندند تا در طول سال مورد استفاده قرار دهند. هم چنین تهیهٔ شیره‌ها و روغن‌های نباتی و ساقه‌ها و چوب‌ها و برگ‌های سوزاندنی که بوی خوش پراکنده و گندزا باشند، در این روز انجام می‌شد.
آن گونه که از اشارات در آثار مکتوب در دوران اسلامی دریافت می‌شود، جشن بهمنگان در قرون پس از ساسانیان تا پیش از حملهٔ مغول بسیار مرسوم بوده است و آداب و تشریفات آن رواج تقریباً عام داشته است.

### جشن مردگیران یا سپندارمذگان یا اسفندگان
ابوریحان بیرونی از این جشن چنین یاد کرده است «روز پنجم ماه اسفند روز جشن سپندارمذگان ست و معنای آن خرد و شکیبایی است سپندارمذ فرشته ایست نگهبان زمین و نیز فرشتهٔ پاسبان زنان پارسا و نیکخواه است در روزگار پیشین این ماه و به ویژه این روز جشن زنان بود و در این جشن مردان به زنان بخشش می‌کردند و هنوز این آیین در اصفهان و ری و دیگر جاها بجاست و به فارسی آن را جشن مردگیران نامند.»

جشن سپندارمذگان هنوز نزد پارسیان هند پابرجاست. در روز پنجم از اسفند بر روی پاره‌ای کاغذ سخنانی چند از اوستا و پهلوی نویسند و به در خانه‌های خود بیاویزند تا اینکه آن خانه‌ها در هنگام سال از آسیب گزندگان و حیوانات زیان‌کار برکنار ماند. این جشن را جشن برزیگران نیز خوانند.

## جشن‌های شش گانهٔ گاهنبار
گاهنبار یا گاهبار این دو لغت یک معنی دارد و آن شش روزی است که خداوند، عالم را آفرید و زرتشتیان در کتاب زند اوستا از زرتشت نقل می‌کنند که خداوند عالم را در شش گاهنبار آفرید. نام‌های گاهنبارهای ششگانه به قرار زیر است:
|   | نام ماه            | زمان برگزاری                                                                                    | مناسبت جشن     |
| ۱ | گاهنبار میدیوزرم   | روز پانزدهم اردیبهشت، پنج روز، از خور روز تا دی به مهر                                          | آفریدن آسمان   |
| ۲ | گاهنبار میدیوشم    | روز پانزدهم تیر ماه، پنج روز، از خور روز تا دی به مهر                                           | آفریدن آب      |
| ۳ | گاهنبار پتیه‌شهیم   | روز سی‌ام شهریور، پنج روز، از اشتاد تا روز انیران                                                | آفریدن زمین    |
| ۴ | گاهنبار ایاسرم     | روز سی‌ام مهر ماه، از اشتاد روز تا انیران روز                                                    | آفریدن گیاه    |
| ۵ | گاهنبار میدیارم    | بیستم دی ماه، از مهر روز تا بهرام روز                                                           | آفریدن جانوران |
| ۶ | گاهنبار همسپثمیدیه | اسفندارمذ ماه، از روز اهنودگاه تا روز وهیشتوایشت‌گاه در پایان دوازده ماه و آخرین روز پنجه دزدیده | آفریدن مردمان  |

هر یک از جشن‌های ششگانهٔ گاهنبار، پنج روز بطول می‌انجامیده و آخرین روز هر گاهنبار مهم‌ترین روز جشن بوده است. در این روزها همگان ملزم بودند تا مطابق و برابر توانایی‌شان انفاق کنند. در دعایی که از زمان ساسانیان باقی‌مانده ملاحظه می‌شود که استغفارکننده جایی می‌گوید «از اینکه در مراسم گهنبارها شرکت نکرده و انفاق نکردم، بخشایش می‌طلبم.»

### جشن فروردگان یا جشن همسپثمیدیه
جشن فروردگان یا جشن همسپثمیدیه نام جشنی بوده که به مدت ده روز، در روزهای پایان سال برگزار می‌شده است. این جشن در دوران باستان، جشن فروهرها یا روان درگذشته بود. آخرین گاهنبار، همسپثمیدیه نامیده می‌شد که شامل پنج روز اضافی یا همان پنجه دزدیده بود و جای آن در پایان آخرین ماه، از ماه‌های سی روزه بود. بر طبق عقاید مردم در این ده روز روان‌های درگذشتگان به ترتیب از بهشت و از دوزخ خارج می‌شوند و برای بازدید خانه‌هایشان می‌آیند. فدیه‌هایی تقدیم آن‌ها می‌شود و کوشش می‌گردد که آن‌ها راضی باشند. روان‌های دوزخیان غمگین هستند و احساس یک زندانی را دارند که گریخته است و هر لحظه بیم آن را دارد که دوباره گرفتار شود. روان‌های بهشتیان شادند و شادمانی می‌کنند و دعای خیرشان را نثار افراد خانواده‌شان می‌نمایند. بنابر سنت‌های دیگر اعتقاد بر این بود که این روان‌های درگذشتگان نیست که بازمی‌گردد بلکه فروهر آنهاست. بنابر اعتقاد زرتشتیان فروهرها قبل از تولد انسان و حتی قبل از آفرینش وجود داشته‌اند. در فروردین یشت یشت سیزده بند چهل و نهم به بعد، آمده است که در مدت همسپثمیدیه، فروهرهای مؤمنان از اقامتگاه‌های خود می‌آیند و مدت ده شب در کنار مردمان می‌مانند.
به عقیدهٔ ویلهلم گایگر، ایرانشناس آلمانی، در ایران پیش از اسلام نوروز در اصل عید مردگان یا به عبارت بهتر، عید احترام به ارواح گذشتگان بود. چنین عیدی در همه جای دنیا در میان مردمان گوناگون معمول است. سرچشمهٔ این احترام ترسی بوده است که مردم از ارواح گذشتگان داشته‌اند و گمان می‌کرده‌اند که آن ارواح می‌توانند اسباب ذلت و بدبختی آنان شوند؛ بنابراین، برای این ارواح قربانی‌ها می‌کرده‌اند و چون می‌پنداشتند که ارواح نیز همان نیازهای آدمیان زنده را دارند، در نتیجه، از برای آنان خوراک و نوشیدنی فراهم می‌کردند تا آنان را از خود راضی کنند و دور نگه دارند. تقی‌زاده نیز مانند گایگر معتقد است که نوروز در میان ایرانیان باستان در اصل عید مردگان بوده، یعنی روزی بوده که ارواح مردگان به خانه‌های خود برمی‌گشتند. در این روز مردم برای ارواح گذشتگان دعا و نیاز می‌کردند و کم و بیش مانند روز رغایب در میان مسلمانان و یکشنبه مردگان در میان مسیحیان بوده است.

#### زمان جشن
زمان جشن ده روزهٔ فروردگان، از اشتاد روز (۲۶ اسفند) تا انیران روز (۳۰ اسفند) و پنج روز گات‌ها یا همان پنجه دزدیده (پنج روز اول فروردین) بود. بنابر عقیده ایرانیان باستان، در این هنگام آفرینش انسان صورت گرفته و آخرین گاهنبار است. ابوریحان بیرونی چنین آورده که «این جشن ده روز طول می‌کشیده، آخرین پنج روز اسفند ماه را، نخستین فروردگان و پنجهٔ مسترقه را دومین فروردگان می‌گفته‌اند.» مورخان آورده‌اند که خسرو انوشیروان در مدت ده روز جشن فروردگان سفیر امپراتور روم ژوستین یکم را نپذیرفت چون مشغول به جای آوردن اعمال عید بود. عدم اجرای کامل کبیسه یا انجام کبیسهٔ ناقص همیشه در جابجایی زمان جشن‌ها ایجاد اشکال و اختلاف می‌نمود، جشن فروردگان نیز چون جشن‌های دیگر از این قاعدهٔ جابجایی برکنار نبوده است.

#### رسوم جشن فروردگان
بازماندگان خانه و کاشانه را پاکیزه و تمیز می‌کردند و نقل و نبات و شیرینی و سبزی و انواع خوراکی در اتاق و بر بام می‌نهادند. دشمنی و بدخواهی را به دوستی تبدیل می‌کردند و همگان از هم خشنودی می‌طلبیدند تا فروهرها و روانان شادمان شوند و برای‌شان دعای خیر کنند و یاری‌شان دهند. یکی از مهم‌ترین مراسم این جشن افروختن آتش بود.
مردم روی پشت بام‌ها آتش برمی‌افروختند و اعتقاد داشتند که با این کار فروهرها به‌طور گروهی مانند سپاه بازگشته و به بازماندگان کمک خواهند کرد. این رسم هنوز هم در بین زرتشتیان یزد و کرمان مرسوم است. این آغاز جشن فرودگان که با افروختن آتش همراه بود، بعد از اسلام تبدیل به چهارشنبه سوری شد.

## جشن‌های آتش
یک رشته از جشن‌های آریایی از اقوام هند و ایرانی و هند و اروپایی جشن‌های آتش است. منظور از جشن‌های آتش جشن‌هایی است که با افروختن آتش جهت سور و سرور و شادمانی آغاز و اعلام می‌شد. میان رومیان و یونانیان و بعضی از ملل دیگر اروپایی نظایرش با جشن‌های آتش ایرانی هنوز باقی است. از جمله جشن‌های آتش که هنوز در ایران باقی‌مانده جشن چهارشنبه سوری و جشن سده است. از جشن‌های آتش که فراموش شده، باید از جشن آذرگان در نهم ماه آذر و جشن شهریورگان در روز چهارم ماه شهریور نام برد. لازم به یادآوری است که زرتشتیان عقیده دارند، روشنی و آتش و آفتاب تجلی اهورامزدا است. اهورامزدا به وسیلهٔ نور تجلی می‌کند.

### جشن سده
ار جملهٔ بزرگ‌ترین جشن‌های آتش در ایران باستان که تدوام داشته و تا به امروز ادامه دارد جشن سده است یعنی جشنی که به یادگار پیدایی آتش برگزار می‌شود. فردوسی شرح آن را در ضمن احوال هوشنگ چنین آورده است. «هوشنگ شاه پیشدادی روزی به هنگام شکار که با گروهی همراه بود، مار سیاهی (مظهر مرگ و نیستی در ایران باستان) می‌بیند. سنگی با شدت به سوی مار پرتاب می‌کند. بر اثر اصابت سنگ بر سنگ جرقه می‌جهد و خار و خاشاک اطراف آن به آتش کشیده می‌شود و مار می‌گریزد و شاه و همراهان به گرد آتش (مظهر فروغ ایزدی) به جشن و سرور تا شب هنگام پرداخته و نمی‌گذارند آتش هیچ‌گاه خاموش شود. از آنگاه آن جشن را سده نام نهادند.»
وجه تسمیهٔ این جشن به همان عدد سد می‌رسد و مربوط است به موقعیت‌های فصلی. در دورانی ایرانیان سال را به دو فصل تقسیم می‌کردند، تابستان بزرگ که هفت ماه بود از آغاز فروردین تا پایان مهر ماه و زمستان بزرگ که از اول آبان ماه شروع و به پایان اسفند ماه می‌رسید و بعضی پنجه را نیز در این پنج ماه به‌شمار می‌آوردند که مجموعاً یک سد و پنجاه روز می‌شد. گویند چون صد روز از زمستان بزرگ سپری می‌شد، ایرانیان جشن سده را برپا می‌کردند چون بر آن بودند که اوج و شدت سرما سپری شده و این پدیدهٔ نابسامانی و سکون که از کردار اهریمن است، توان و نیرویش رو به زوال و کاستی است. این جشن را آبان روز از بهمن ماه برابر با دهمین روز از بهمن ماه برگزار می‌کردند به شب هنگام و در این وقت درست سد روز از زمستان بزرگ می‌گذشت. در جشنی بزرگ آتش را که جلوگاه و رمز و کنایت از اهورامزدا است، می‌افروزند تا نیروهای اهریمنی ضعیف و نابود شوند.
یکی از مشخصات و ویژگی‌های جشن سده تعاون و همکاری مردم است. این جشنی است، همگانی در گذشته مرسوم بوده که گردآوری هیزم و خار و خاشاک برای جشن فریضه‌ای دینی است و کرداری است که ثواب دارد. مغان را سنتی بوده است که جانوران موذی و زیان‌آور را باید منهدم سازند تا زیان و آسیب اهریمنی کاسته گیرد. جانوران موذی را در اصطلاح خرفستر می‌گویند و آلتی داشتند که بدان آن جانوران موذی را نابود می‌کردند که خرفسترغن نامیده می‌شد با توجه به قراین مذکور و با تأمل در داستان هوشنگ و مار و آتش گویا رسم سنتی مغان چنان بوده که در جشن سده جانواران موذی و زیان‌آور را در آتش می‌رانده‌اند.

### جشن سوری پایان سال
در تقویم و روزشماری ایرانیان شنبه و چهارشنبه یا آدینه وجود نداشته است. اساس تقسیم آنان در روز شماری بر آن پایه نبود که ماه را به چهار هفته با نام‌های کنونی روزها بخش کنند، لاجرم در شب چهارشنبه آخر سال تحقیقاً چنین جشنی برگزار نمی‌شده است. روز شماری کنونی بر اثر ورود اعراب به ایران باب شد. جشن سوری یک عادت و رسم قدیمی بوده که در پایان سال اجرا می‌شده است و آنچه مسلم است، چهارشنبه نبوده است. علت جشن و آتش‌افروزی در ایام آخر سال مربوط می‌شود به جشن فروردگان که فروهرها یا ارواح مردگان به مدت ده شبانه روز از جایگاه اصلی خود در آسمان به شهر و دیار و خان‌ومان فرودآمده و میان بازماندگان زندگی می‌کنند. یکی از واجبات و سنت‌های معمول آتش افروختن بر سربام‌ها و در کوی و برزن بوده است. علتی که برای آن ذکر می‌کنند، اینست که ارواح را راهنما باشد تا در روشنی و فروغ آن به خانه‌های خود درآیند.

## نوروز و جشن‌های مربوط به نوروز

### عید رستاخیزی
مهرداد بهار نوشته است، از سه هزار سال پیش از میلاد، در آسیای غربی دو عید، رواج داشته است، عید آفرینش در اوایل پاییز و عید رستاخیزی که در آغاز بهار، برگزار می‌شده است. بعدها دو عید پاییزی و بهاری به یک عید تبدیل گردیده و سر بهار جشن گرفته شد. به اعتقاد مهرداد بهار، احتمالاً نوروز، عیدِ رایج در میان بومیان نجد ایران پیش از مهاجرت آریایی‌ها بوده است.
از جشن نوروز در اوستا و ادبیات اوستایی هیچ نام برده نشده، چنان‌که از مهرگان نیز اشارتی نیست. به عقیدهٔ مهرداد بهار نوروز در اوستا مطرح نمی‌شود، چون یک عید ملی محسوب می‌شده و اوستا یک کتاب دینی است و جشن‌های خاص خودش را داشته است. بعد از گذشت زمان، سرانجام دین زرتشتی، هم جشن مهرگان را که در آغاز یک عید بومی بوده و هم نوروز را می‌پذیرد.
ابوریحان بیرونی نوروز نامیدن این روز را از آن رو می‌داند که به قول وی پیشانی سال نو است با این همه به سبب گردش سال در گاه‌شماری اوستایی نو مشکلاتی در باب تعیین زمان واقعی نوروز پدید آمده است. از دورهٔ اسلامی شواهدی در دست است که نشان می‌دهند واقع شدن نوروز در نقطهٔ اعتدال بهاری و آغاز کردن سال نو از اول بهار از عهد ملکشاه سلجوقی است و پیش از آن دست کم طی دوره‌هایی نوروز در موقعیت‌های دیگری برگزار می‌شده است.

### نوروز کوچک
روز نخست فروردین ماه نوروز همگانی یا نوروز کوچک خوانده می‌شد. پنج روز اول فروردین جشن نوروز گونه‌ای همگانی داشته و عموم مردمان به اجرای مراسم و سرور و شادمانی می‌گذرانیده‌اند، از اینرو آن را نوروز همگانی نامیده‌اند.

### نوروز بزرگ یا خردادروز
در گاه‌شماری ایران باستان، روز ششم هر ماه شمسی و ماه سوم هر سال خورشیدی، بنام خرداد می‌باشد. نوروز بزرگ یا خردادروز نام ششمین روز فروردین ماه در ایران باستان بوده است. خردادامشاسپند موکل بر آب است و این روز بدو منسوب می‌باشد. این روز در میان جشن‌ها و اعیاد فراوان ایران باستان به ویژه دوران ساسانیان از اهمیت و ارزش و تقدس خاصی بهره داشته است. در پهلوی رساله‌ای است به نام ماه فروردین روز خرداد که بسیاری از حوادث مهم به موجب آن در چنین روزی واقع شده و هم چنین بسا رویدادها که در آینده در چنین روزی حادث خواهد شد. اما چنان‌که در سنت است و زرتشتیان بدان باور دارند که تولد زرتشت نیز در چنین روزی است، در این رساله بدان اشاره نشده است. بعدها وقتی ایرانیان اسلام و تقویم عرب را پذیرفتند، جشن زرتشتی فروردگان و نوروز بزرگ، در ششمین روز ماه فروردین، از بین رفت.

### مراسم ایرانیان باستان در نوروز
آداب و رسوم نوروزی همه سرچشمه‌ای کهن دارند و از نظرگاه دانش مردم‌شناسی بسیار جالب توجه برای مطالعه هستند. ایرانیان عقیده داشتند که سرنوشت انسان و جهان در سالی که در پیش است، در نوروز تعیین می‌شود. گفته می‌شد که در این روز زرتشت با خدا گفتگویی پنهانی داشت و در این روز نیکبختی‌ها برای مردمان زمین، تقسیم می‌گردد و از این روست که ایرانیان آن را روز امید نامند.

#### خوان نوروزی
ایرانیان عقیده داشتند که در ایام نوروز ارواح درگذشتگان از جایگاه آسمانی خود به زمین و به خانه‌های خویش بازمی‌گردند. بازماندگان برای پذیرایی از آن‌ها سفره‌ای رنگین می‌گستراندند و انواع خوراک‌ها و نوشیدنی‌ها را در آن می‌نهادند تا ارواح درگذشتگان از پذیرایی و صفا و پاکیزگی بازماندگان، دل خوش شده و آنان را برکت عطا کنند. این رسم توجیه سفرهٔ نوروزی یا هفت سین شد. استاد پورداود هفت سین را همان خوانی که جهت درگذشتگان می‌گستردند، می‌داند. این نظریه وجود دارد که چیدن هفت سین در سفرهٔ نوروزی بعد از تسلط اعراب در ایران معمول شده است و ایرانیان باستان خوان نوروزی را با هفت عنصر که حرف اول آن با شین بوده است، می‌آراسته‌اند و آن هفت عنصر عبارت بودند از: شمع، شیرینی، شراب، شیر، شربت، شکر و شانه. پس از تسلط اعراب به علت اینکه یکی از این هفت عنصر شراب بوده است، هفت شین را موقوف و به جای آن هفت سین معمول شده است.

#### کاشت حبوبات جهت تفأل زدن
یکی از آیین‌های که پیش از نوروز تدارک آن مرسوم بوده، پروردن سبزه می‌باشد. به موجب روایتی کهن، بیست و پنج روز پیش از عید، ستون‌هایی از خشت خام اطراف حیاط دربار برپا می‌کردند و بر فراز هر ستونی نوعی دانه از حبوبات می‌کاشتند و خوبی و بدی رویش غلات را در سالی که در پیش بود، از چگونگی روییدن آن پیش‌بینی می‌کردند. معمول بود به رشد این دانه‌ها نگریسته و هر یک از دانه‌هایی که بهتر بار آمده بود، تفأل می‌زدند که آن محصول در سال بیشتر خواهد بود. در خانه‌ها نیز در ظروف ویژه سبزه به عمل می‌آوردند. هر کدام از مردمان در ظرفی یا چیزی مانند آن اقلامی از دانه‌ها از قبیل گندم، جو، برنج، لوبیا، عدس، ارزن، نخود، کنجد، باقلا، ذرت، و ماش می‌کاشتند.

#### جشن و مراسم آب‌پاشی
از جمله مراسم بسیار مشهور و سنتی معتبری که در نوروز انجام می‌شد، رسوم آبریزگان یا شست‌وشو و غسل و آب پاشیدن به یکدیگر بوده است. البته به نظر می‌رسد که مراسم آب‌پاشی و جشن آبریزگان اصلی همان تیرگان باشد و در نوروز رسوم آبریزگان عبارت بوده است از غسل و شست‌وشو و آماده شدن از لحاظ سنن دینی جهت حلول سال نو.

#### هدایای نوروزی
در نوروز و مهرگان رسم بود که نمایندگان و بزرگان و فرمانروایان ایالات و اشراف و عامهٔ مردم هر یک به توانایی و استطاعت، هدایایی را به دربار اهدا می‌کردند.
در نوروز مردم به یکدیگر شیرینی هدیه می‌دادند و این رسم در دوران ساسانی همگانی بوده است. در نوروز بزرگ، پیش از لب به سخن گشودن، شکر می‌خورند و بر خود روغن می‌مالند تا از انواع بلایا در طول سال، در امان باشند.

#### کوسه برنشین
مراسم کوسه برنشین یا بهار جشن. ابوریحان بیرونی شرح این رسم را آورده است که در اولین روز بهار یک مرد کوسه (یعنی شخصی که او را در چانه و زنخ زیاده بر چند موی نباشد) را بر خر می‌نشاندند که به دستی کلاغ داشت و به دستی بادزن که خود را مرتب باد می‌زد اشعاری می‌خواند که حاکی از وداع با زمستان و سرما بود و از مردم چیزی به سکه و دینار می‌گرفت. آنچه از مردم می‌ستاند، از بامداد تا نیمروز به جهت خزانه و شاه بود و آنچه از نیمروز تا عصر اخذ می‌کرد، تعلق به خودش داشت. آنگاه اگر از عصر وی را می‌دیدند، مورد آزار و شتم قرار می‌دادند. این رسم در روزگار ساسانی و دورهٔ اسلامی، توسط غلامان سیاه اجرا می‌شده که ملبس به لباس‌های رنگارنگ شده و با آرایش ویژه و لهجهٔ شکسته و خاصی که داشتند، دف و دایره می‌زدند و ترانه‌های نوروزی می‌خواندند. حاجی فیروزهای امروزی که مقارن نوروز و سال نو در کوی و برزن مردم را به طرب درمی‌آورند، از بقایای آن رسم کهن است. با این تفاوت که امروزه چون غلام و سیاهانی نیستند که چنین کنند، دیگران خود را سیاه کرده و به زی آنان آراسته و تقلیدشان می‌کنند.

#### میر نوروزی
در ایران رسم بود در ایام عید نوروز محض تفریح عمومی و مضحکه فردی عامی و از میان مردم را به عنوان پادشاه یا امیر یا حاکمی موقتی به نام میر نوروزی انتخاب می‌کردند و برای یک یا چند روز زمام امور شهری را به عهده‌اش می‌سپردند پس از انقضای ایام جشن سلطنت او نیز به پایان می‌رسیده است. واضح است که جز تفریح و خنده و بازی هیچ منظور دیگری در بین نبوده است و احکامی که میرنوروزی صادر می‌کرده پس از نوروز به حال اول بازگردانده می‌شده است. نظیر این جشن در بابل نیز مرسوم بود.

#### بارعام نوروزی
در زمان هخامنشیان، شاه، نوروز را در تخت جمشید برپا می‌داشت.از رسم‌هایی که شاهان در نوروز برگزار می‌کردند، یکی این بود که شاه جشن نوروز را افتتاح می‌کرد و به مردمان اعلام می‌داشت که وی آنان را بار خواهد داد و به آنان نیکی خواهد کرد. دومین روز، بلندپایه‌ترین کسان را بار می‌داد، یعنی دهقانان و اعضای خاندان‌های بزرگ (اشراف بلند پایهٔ موروثی، ویسپوهران). سومین روز، اسوران و بلندپایه‌ترین موبدان را بار می‌داد. چهارمین روز، خانوادهٔ خود و نزدیکان خویشان و درباریان را بار می‌داد و پنجمین روز، فرزندان و کارگزاران خود را بار می‌داد. بدین ترتیب به هر کدام رتبه و اکرامی را که شایستهٔ آن بود ارزانی می‌داشت چون روز ششم فرا می‌رسید، شاه که وظایف خود را نسبت به آنان انجام داده‌بود، نوروز را برای خود و در خلوت جشن می‌گرفت.
در دو جشن بزرگ نوروز و مهرگان تظلم و دادخواهی و بارعام شاه و رسوم اهدای پیش کش‌ها بسیار اهمیت داشت و با تشریفات فراوان اجرا می‌شد. در نوروز رسمی در دربار جاری بود که اربابان نقش بندگان را بر عهده می‌گرفتند و برعکس. خواجه نظام‌الملک طوسی وزیر مشهور سلاطین سلجوقی نکتهٔ دیگری دربارهٔ جشن نوروز در زمان ساسانیان ضبط کرده است.

رسم ملکان عجم چنان بوده است که روز نوروز و مهرگان پادشاه اجازهٔ دیدار عامهٔ مردم را می‌داده است و هیچ‌کس را مانعی از دیدار با شاه نبوده است. هر کس قصهٔ خویش نوشته و شکایت خود را آماده می‌کرد و شاه نامه‌ها و شکایات مردم را یک به یک، بررسی می‌کرد. اگر از شاه شکایتی می‌شد، موبد موبدان را قاضی قرار داده و شاه از تخت به زیر آمدی و پیش موبد به دو زانو می‌نشست و می‌گفت «بدون محابا بین من و این مرد داوری کن. هیچ گناهی نیست، نزدیک ایزد تعالی، بزرگتر از گناه پادشاهان چون شاه بیدادگر باشد، لشکر همه بیدادگر شوند و خدای عز و عجل را فراموش کنند و کفران نعمت آرند.» پس موبد به داد مردم، رسیدگی کرده و داد به تمامی بستاند و اگر کسی بر ملک، دعوی باطل کرده بود، عقوبتی بزرگ به او می‌داد و می‌گفت «این سزای آن کس است که بر شاه و مملکت وی عیب جوید.» در نوروز هر که ضعیف تر بود، نزدیکتر به شاه بود و کسانی که قویتر بودند، باید دورتر از شاه جای می‌گرفتند. از زمان اردشیر تا زمان یزدگرد بزه گر (یکم)، این رسم بر جا بود. یزدگرد روش‌های پدران را بگردانید.
خواجه نظام‌الملک طوسی، یزدگرد یکم را به عنوان پادشاهی که این رسم را برانداخته، معرفی کرده است ولی در واقع این رسم توسط یزدگرد دوم، لغو شده است.

## جشن‌های دیگر سال

### سروش روز
در ماه فروردین علاوه بر عید نوروز چند جشن دیگر هم وجود داشت، یکی در روز ششم، که زادروز زرتشت در نظر گرفته شده است، روز نوزدهم جشن فروردینگان و دیگری جشن سروش روز بود. این روز از این روی فرخنده دانسته می‌شد که به سروش اختصاص داشت و سروش فرشته‌ای است که شب را مراقبت می‌کند. به غیر از سروش روز در روز هفدهم هر ماه نیز سروش نام دارد. در برهان قاطع آمده است که نیک است در این روز دعا کردن و به آتشکده رفتن.

### جشن آبانگاه
در روز دهم ماه فروردین جشنی برگزار می‌شده است، موسوم به آبانگاه که آن هم با آب و باران و مراسمی در تقدیس آن مربوط است.

### جشن خزان
گویا دو جشن تحت عنوان خزان برگزار می‌شد. جشن خزان نخستین و جشن خزان دوم. اولی در روز هشتم شهریور ماه و دومی روز اول مهر.

### سیرسور
در روز چهاردهم دی ماه رسم بود که خوراک‌هایی با سیر طبخ کرده و بخورند. از آنجا که به اعتقاد ایرانیان باستان در این روز بود که دیوان بر جمشید چیره شدند و او را کشتند بنابراین رسومی را برای دفع دیوان داشتند که یکی از آن‌ها خوردن سیر بود. آنان سیر را با غذا می‌خوردند یا آن را درون گوشت می‌نهادند و می‌پختند.

### جشن بتیکان
روز پانزدهم از ماه دی یعنی روز دی به مهر که دیبگان نیز خوانده شده، عامهٔ مردمی جشنی موسوم به بتیکان داشته‌اند. در این روز مردم برای از بین بردن موجودات زیان‌رسان از خمیر یا گل تندیسی از آدمی ساخته و آن را در مدخل در یا راهرو خانه‌ها می‌نهادند، بعداً این مجسمه را می‌سوزاندند.

### جشن گاوگیل
شانزدهمین روز ماه دی که به نام ایزدمهر نام‌گذاری شده جشن گاوگیل یا کاوکیل واقع بوده است. سبب این جشن را گفته‌اند مملکت ایران در این روز از ترکستان جدا شده و گاوهایی که ترکستانیان از ایرانیان به یغما برده بودند، پس گرفته‌شد.

### جشن بادبره
وجه تسمیهٔ این جشن به عنوان آن است یعنی بادبره. گویند هفت سال در ایران باد نیامد. در این روز شبانی پیش کسری آمده گفت «دیشب آن مقدار باد آمد که موی بر پشت گوسفندان بجنبید.» پس در آن روز نشاطی کردند و خوشحالی نمودند و به این روز به یادگار به بادبره شهرت یافت. ابوریحان بیرونی می‌گوید در قم و حوالی آن باد روز با مراسم بسیار مفصلی که با شادی و پایکوبی همراه است برگزار می‌شود و بازاری تدارک می‌بینند که در آن بازار وسایل شادی و رفت‌وآمد و گونه‌ای کارناوال برپا می‌گردد. اما در اصفهان این روز را کژین می‌نامند و جشنی تدارک می‌شود به مدت یک هفته و چون جشن‌های بزرگ به طول می‌انجامد.

### جشن شب چله (شب یلدا)
واژهٔ یلدا از زبان سریانی و به معنای تولد است و سبب این نام‌گذاری را چنین دانسته‌اند که در پایان این شب دراز که اهریمنی است خورشید یا مهر متولد می‌شود و تاریکی را از میان می‌برد. یلدا و مراسمی که در نخستین شب زمستان و بلندترین شب سال برپا می‌کردند، سابقه‌ای چند هزار ساله دارد و از رسوم ویژه آریایی‌هاست. اقوام قدیم هندوایرانی و هندواروپایی جشن تولد آفتاب را آغاز زمستان می‌گرفتند به ویژه ژرمنی‌ها عید تولد آفتاب را در آغاز زمستان گرفته و آن را به خدای آفتاب نسبت می‌دادند و این بی‌تناسب هم نیست، چه واقعاً آغاز زمستان مثل تولد جدید خورشید است. آشکار است که به موجب بلندترین شب که تاریکی که مظهر اهریمن بود بیشتر در زمین می‌پایید، این شب را نحس و بدیمن می‌شمردند. در شب یلدا جهت رفع این نحوست، آتش می‌افروختند، گرد هم جمع می‌شدند و خوان ویژه می‌گستردند. این سفره جنبهٔ دینی داشت و مقدس بود.

### نوروز انهار
در گاه‌شمار ایران باستان، روز نوزدهم هر ماه فروردین نام داشته است. نوروز انهار جشنی بوده در روز فروردین از ماه اسفند که مردمان در این روز به دشت و دمن، به ویژه کنار رودها و چشمه‌ها رفته و طی مراسمی عطر و گلاب در آب‌ها می‌افشاندند.

### جشن بمو
جشن بمو بزرگ‌ترین و مهم‌ترین جشن مانویان بوده است که در شهریور روز از شهریور ماه برابر با چهارم شهریور از گاهشماری مانوی برگزار می‌شده است. این جشن پس از قتل‌عام مانویان به فراموشی سپرده شد.

### جشن نیلوفر
ششم تیرماه (خردادروز از تیرماه) به روایت ابوریحان بیرونی در آثارالباقیه زمان «جشن نیلوفر» بوده است. گل نیلوفر آبی از نظر باورهای مردمی با خورشید و احیاناً با میترا/ مهر (ایزد ایرانی) در پیوند بوده است. یکی از عوامل ایجاد چنین پیوندی به احتمال در این بوده که زمان شکوفایی سالانه گل نیلوفر (نیلوفر باغی) و نیز زمان شکوفایی روزانه آن با خورشید هماهنگ است. زمان گل‌دهی نیلوفر از اوایل تابستان آغاز می‌شود؛ یعنی زمانی که خورشید به بالاترین ارتفاع خود رسیده و روزها به بلندترین طول خود دست یافته‌اند. زمان شکوفایی روزانه گل نیلوفر نیز همزمان با طلوع خورشید است و هر روز همراه با بردمیدن خورشید شکوفا می‌شود. این ویژگی‌ها موجب شده بوده که نیلوفر و خورشید را از یک خاستگاه و در پیوند با یکدیگر به‌شمار آورند.

## گاهشمار جشن‌ها
|          | ۱        | ۲       | ۳           | ۴         | ۵           | ۶          | ۷         | ۸         | ۹      | ۱۰          | ۱۱  | ۱۲                | ۱۳        | ۱۴                     | ۱۵        | ۱۶         | ۱۷       | ۱۸  | ۱۹          | ۲۰     | ۲۱  | ۲۲     | ۲۳        | ۲۴                    | ۲۵                  | ۲۶    | ۲۷    | ۲۸     | ۲۹                    | ۳۰                   | ۳۱           |
| ماه\روز  | اورمزد   | وهومن   | اردیبهشت    | شهریور    | سپندارمذ    | خرداد      | امرداد    | دی به آذر | آذر    | آبان        | خور | ماه               | تیر       | گوش                    | دی به مهر | مهر        | سروش     | رشن | فروردین     | ورهرام | رام | وای    | دی به دین | دین                   | ارد                 | اشتاد | آسمان | زامیاد | مانتره سپند           | انارام               | اورداد زُروان |
| -------- | -------- | ------- | ----------- | --------- | ----------- | ---------- | --------- | --------- | ------ | ----------- | --- | ----------------- | --------- | ---------------------- | --------- | ---------- | -------- | --- | ----------- | ------ | --- | ------ | --------- | --------------------- | ------------------- | ----- | ----- | ------ | --------------------- | -------------------- | ------------ |
| فروردین  | نوروز    |         | جشن رپیتون  |           |             | نوروز بزرگ |           |           |        | جشن آبانگان |     |                   | سیزده بدر |                        |           |            | سروش روز |     | فروردینگان  |        |     |        |           |                       |                     |       |       |        |                       |                      |              |
| اردیبهشت |          |         | اردیبهشتگان |           |             |            |           |           |        |             |     |                   |           | گاهنبار آفرینش آسمان   |           |            |          |     |             |        |     |        |           |                       |                     |       |       |        |                       |                      |              |
| خرداد    |          |         |             |           |             | خردادگان   |           |           |        |             |     |                   |           |                        |           |            |          |     |             |        |     |        |           |                       |                     |       |       |        |                       |                      |              |
| تیر      | چله تموز |         |             |           |             | جشن نیلوپر |           |           |        |             |     | گاهنبار آفرینش آب | تیرگان    |                        |           |            |          |     |             |        |     |        |           |                       |                     |       |       |        |                       |                      |              |
| امرداد   |          |         |             |           |             |            | امردادگان |           |        |             |     |                   |           |                        |           |            |          |     |             |        |     |        |           |                       |                     |       |       |        |                       |                      |              |
| شهریور   |          |         |             | شهریورگان |             |            |           |           |        |             |     |                   |           |                        |           |            |          |     |             |        |     |        |           |                       | گاهنبار آفرینش زمین |       |       |        |                       |                      |              |
| مهر      | مهرگان   |         |             |           |             |            |           |           |        |             |     |                   |           |                        |           | مهرگان     |          |     |             |        |     |        |           | گاهنبار آفرینش گیاهان |                     |       |       |        |                       |                      |              |
| آبان     |          |         |             |           |             |            |           |           |        | آبانگان     |     |                   |           |                        |           |            |          |     |             |        |     |        |           |                       |                     |       |       |        |                       |                      |              |
| آذر      |          |         |             |           |             |            |           |           | آذرگان |             |     |                   |           |                        |           |            |          |     |             |        |     |        |           |                       |                     |       |       |        |                       | یلدا                 |              |
| دی       | خرم روز  |         |             |           |             |            |           | دیگان     |        |             |     |                   |           | گاهنبار آفرینش جانوران | بتیکان    | جشن گاوگیل |          |     |             |        |     |        | دیگان     |                       |                     |       |       |        |                       |                      |              |
| بهمن     |          | بهمنگان |             |           | جشن نوسره   |            |           |           |        | سده         |     |                   |           |                        |           |            |          |     |             |        |     | بادروز |           |                       |                     |       |       |        |                       |                      |              |
| اسفند    |          |         |             |           | سپندارمذگان |            |           |           |        |             |     |                   |           |                        |           |            |          |     | نوروز انهار |        |     |        |           |                       |                     |       |       |        | گاهنبار آفرینش مردمان | بِهیزَکی (هر چهار سال) |              |